# Aymara (Volk)

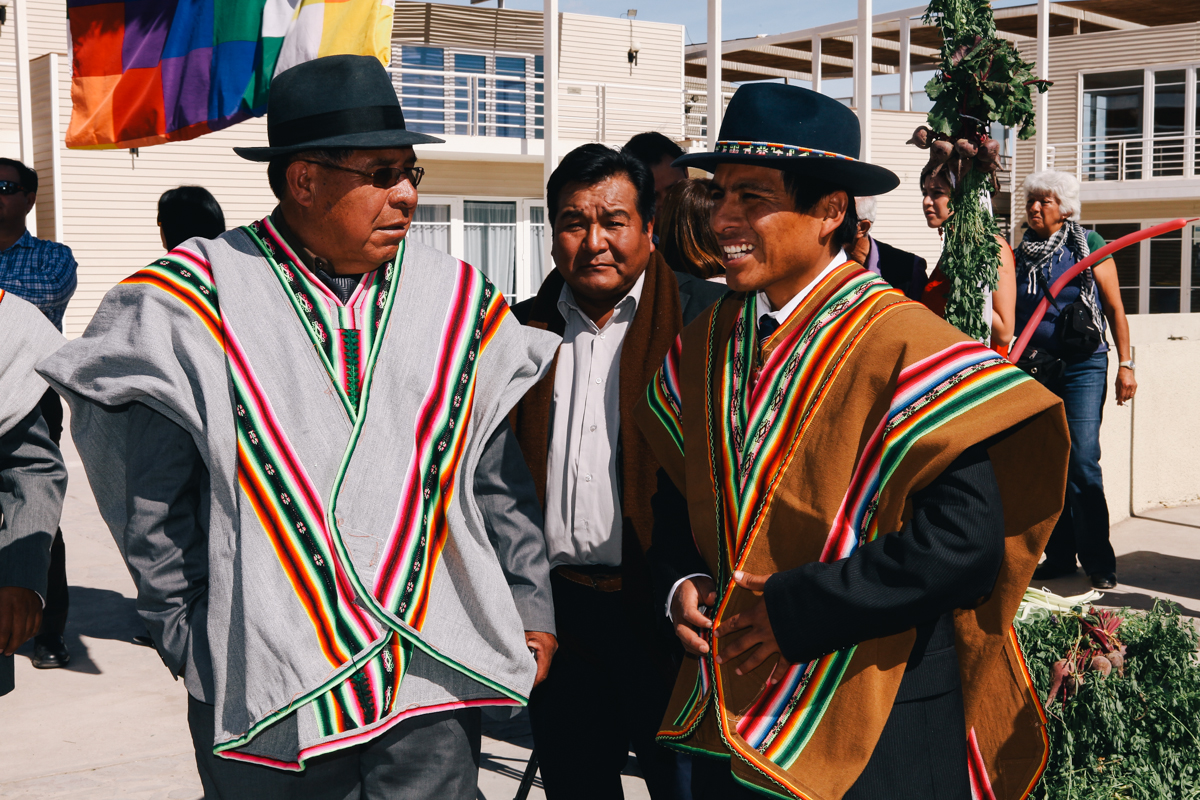
Aymara in traditioneller Kleidung

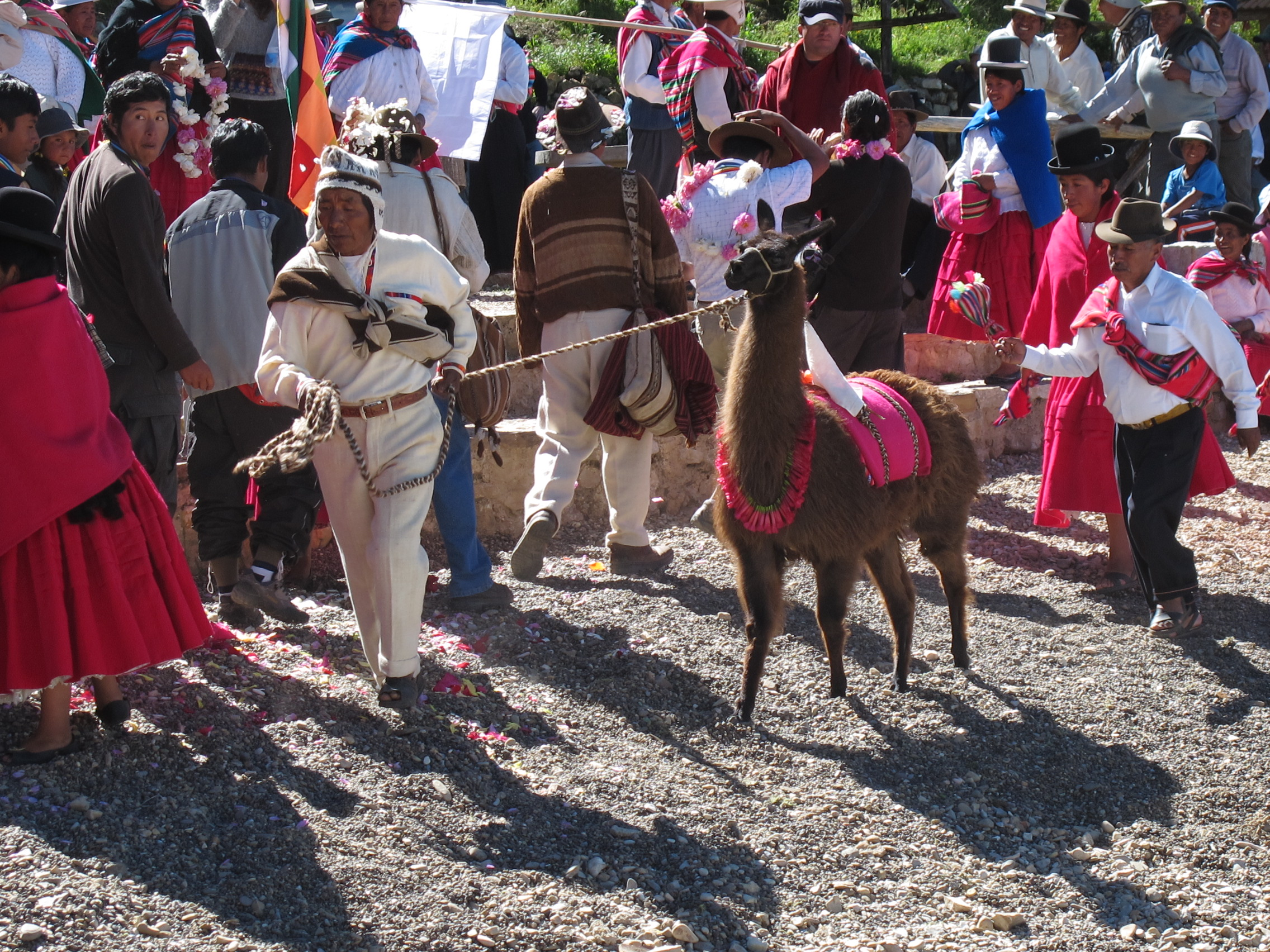
Aymara in Copacabana bei einer traditionellen Zeremonie

Die Aymara oder Aimara sind ein indigenes Volk in Südamerika, die hauptsächlich im andinen Raum Boliviens und Perus vertreten sind. Der langjährige bolivianische Präsident Evo Morales gilt als wichtiger politischer Repräsentant der Aymara.

## Herkunft
Über die Herkunft des Volks der Aymara gibt es verschiedene Thesen.
Die Aymara gelten als eine der ältesten noch lebenden Volksgruppen der Hochanden und sind nach heutigen Erkenntnissen die Nachkommen der (lange vor den Inkas existierenden) Tiwanaku-Hochkultur (1580 v. Chr. bis 1172 n. Chr.). Ihre Kalenderrechnung beginnt jedoch schon zur Wintersonnenwende (21. Juni) des Jahres 3507 v. Chr. Das ehemalige Reichsgebiet stimmt ungefähr mit dem heutigen Sprachraum des Aymara überein. Die auf 3600 m Höhe gelegene Hauptstadt des Tiwanakureiches hatte im 12. Jahrhundert vermutlich über 40.000 Einwohner; diese Kultur gilt als eine der ersten Gesellschaften Südamerikas überhaupt, die mit Stein bauten. Obwohl Archäologen die Stätte bislang erst zu einem Sechstel freigelegt haben, gilt sie schon jetzt mitunter als die wichtigste Sehenswürdigkeit Südamerikas.
Dem widersprechen Sprachforscher, die den Ursprung des Aymara in nördlich gelegenen Teilen der Anden, vor allem in Peru vermuten. Die Dialekte dort hätten sich allmählich nach Süden in den bolivianischen Altiplano ausgeweitet und seien später schließlich vor allem von den Inkas stark beeinflusst worden.

## Gegenwärtige Verbreitung
Angehörige des Volks der Aymara leben im Andenraum auf dem Altiplano in Bolivien (etwa 30–40 % der Bevölkerung), im Süden Perus (etwa 5 % der Bevölkerung) und in geringerer Anzahl (etwa 0,3 % der Bevölkerung) im Norden Chiles. Mitunter wird für sie auch (ungenauerweise) die Bezeichnung Colla verwendet, die auf eine vorherige Urbevölkerung zurückgeht. Ein äußerst geringer Bevölkerungsanteil findet sich zudem in Ecuador – spanische Zwangsumsiedelungen in der Kolonialzeit sind hierfür verantwortlich, deren Zweck es war, einem „Wir-Gefühl“ der indigenen Bevölkerungsgruppen vorzubeugen, aus dem sich Widerstand gegen die Kolonialherren hätte bilden können.

## Kultur

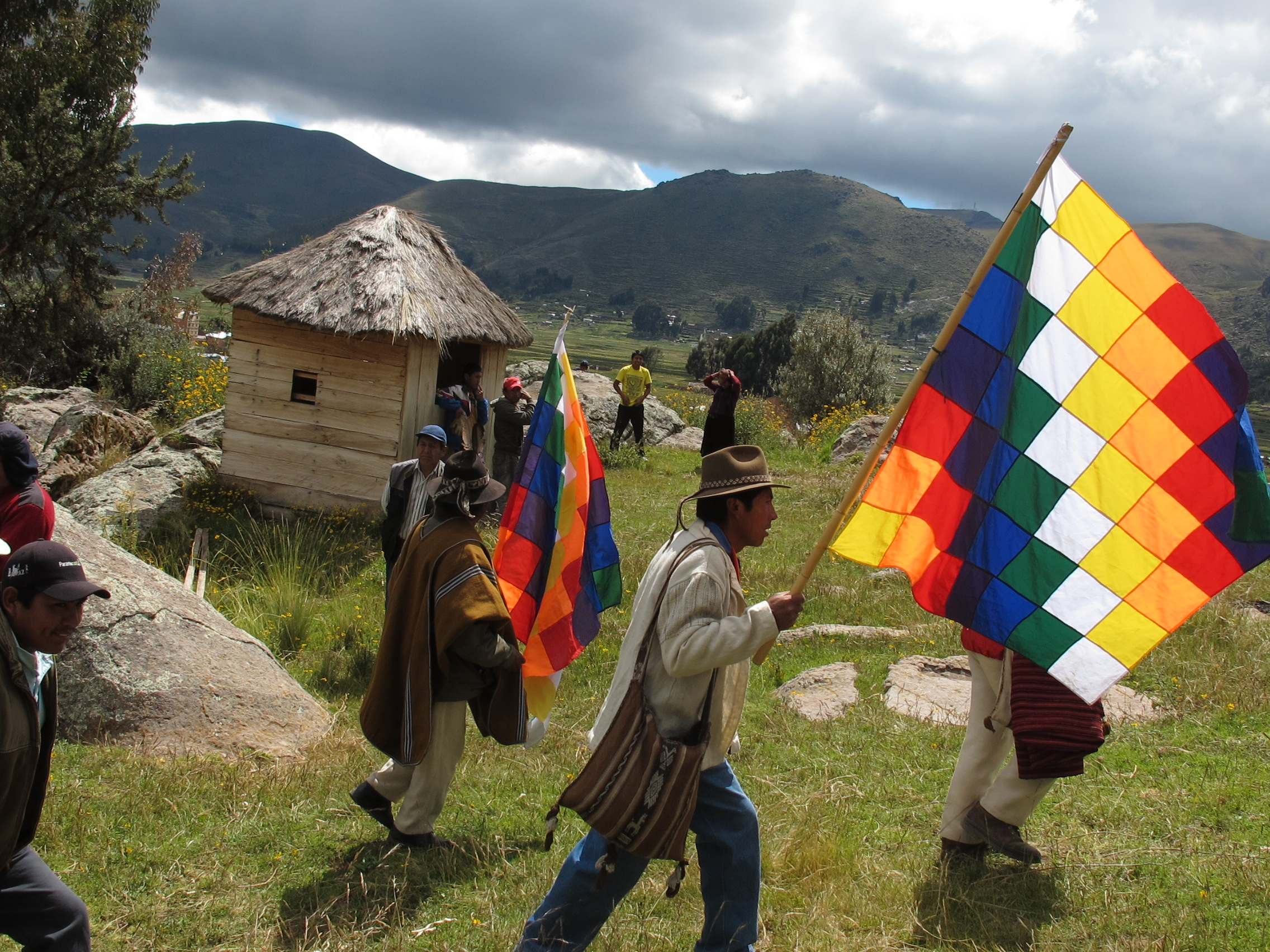
Aymara mit ihrer Wiphala-Flagge bei einer Zeremonie in Copacabana

Kulturell teilen die Aymara vieles mit anderen Völkern der Anden, zum Beispiel den quechuasprachigen Ethnien. Dies gilt auch für die andine Religion, von der viele Elemente bis heute überlebt haben, obwohl die Aymara nominell fast durchweg Katholiken sind. Hierbei ist es zur Verschmelzung indigener und christlicher Vorstellungen gekommen (Synkretismus). Bis heute verehren die Aymara zum Beispiel die Mutter Erde (Pachamama) und den Vater Sonne (Willkatata) und bringen ihnen Opfer dar.

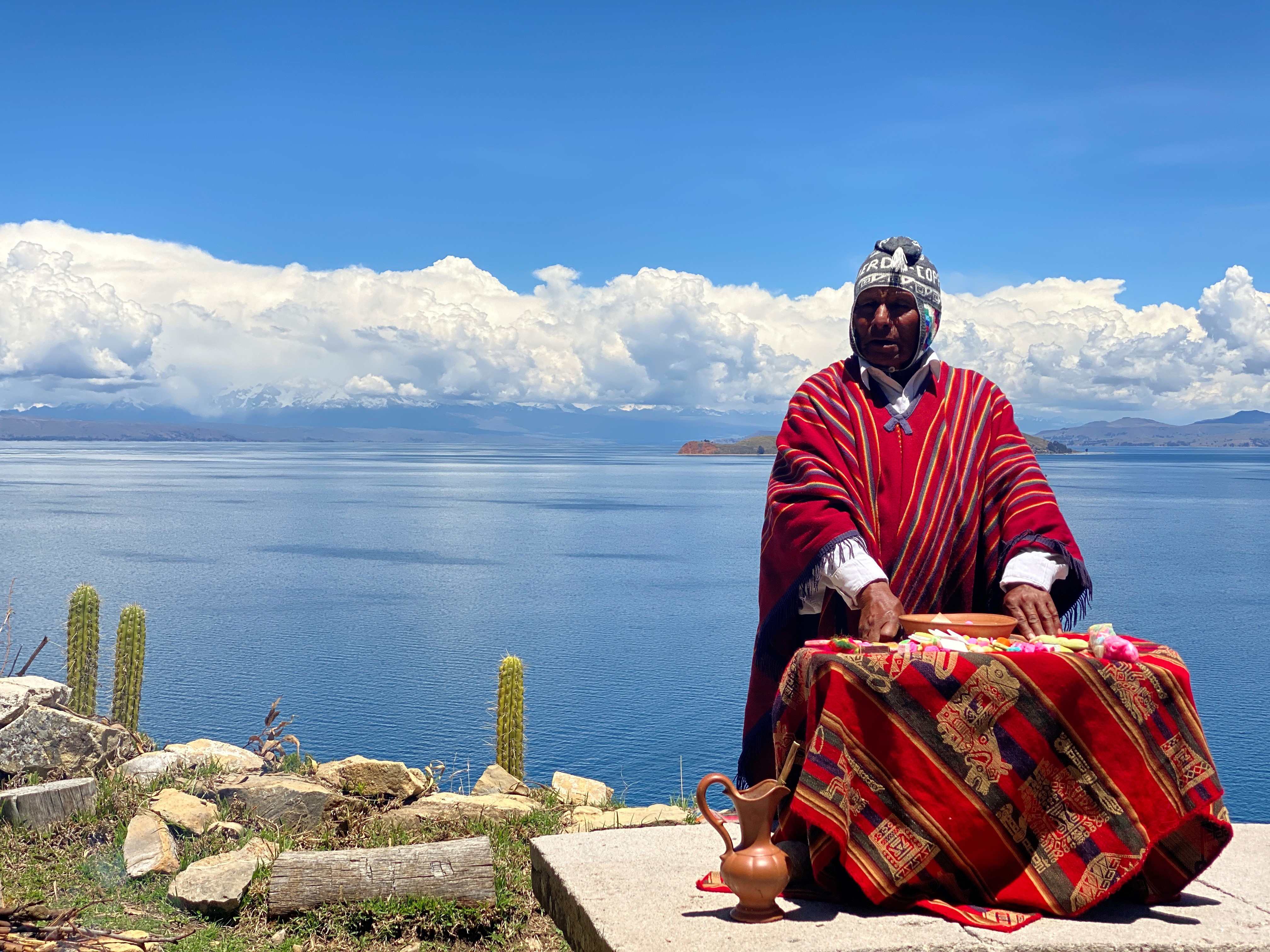
Aymara am Titicacasee

Ihre Sprache, das Aymara, ist in Bolivien und Peru eine der Amtssprachen.
Mündliche Traditionen, Praktiken und Gebräuche der Aymara sind durch die moderne Lebensweise und die innere Migration der jungen Erwachsenen bedroht. Ein von der UNESCO unterstütztes Programm der Staaten Bolivien, Chile und Peru sollte diese Ausdrucksweisen von 2009 bis 2013 dokumentieren und dem Volk, vor allem den Grundschülern, vermitteln. Dabei wurden speziell Musik, Landwirtschaft und Textilherstellung genannt. Das Programm wurde 2009 in das Register guter Praxisbeispiele aufgenommen. Mit einem Budget von 205.550 US-$ sollten unter anderem 50 Grundschullehrer einbezogen sowie Feste und Wettbewerbe organisiert werden.

## Ausbeutung und Diskriminierung
Zur Zeit der Inkas und besonders während der Kolonialzeit wurden die Aymara innerhalb des Andenraums zwangsumgesiedelt. Auch nach der Unabhängigkeit Boliviens und Perus besaßen Aymara keine Rechte und waren von Ausbeutung und Diskriminierung betroffen. Durch die Verbreitung des Systems der Hazienda wurden sie zudem aus weiten Gebietsteilen vertrieben. Zusätzlich wurde ihnen durch Privatisierung der kollektiven Ländereien die materielle Existenzgrundlage entzogen. Als Folge mussten viele Aymara Zwangsarbeit auf den Landgütern der Großgrundbesitzer leisten.

## Bekannte Aymara
- David Choquehuanca Céspedes (* 1961), bolivianischer Politiker, Außenminister (2006–2017), Vizepräsidentschaftskandidat der Bewegung zum Sozialismus (2020)
- Juan Evo Morales Ayma (* 1959), Präsident Boliviens (2006–2019), Vorsitzender der Bewegung zum Sozialismus, stammt aus einer Aymara-Familie des Ortes Orinoca (Urinuqa)
- Felipe Quispe Huanca (* 1942), Anführer des Movimiento Indígena Pachakuti, einer überwiegend von Aymara unterstützten bolivianischen Partei